# Bont zandoogje
Het bont zandoogje (Pararge aegeria) is een dagvlinder uit de onderfamilie Satyrinae (zandoogjes). 

## Kenmerken
De spanwijdte is 32 tot 42 mm. Het mannetje is iets kleiner dan het vrouwtje, heeft rondere vleugeltippen en een vagere tekening.

## Verspreiding en leefgebied
Het bont zandoogje komt in een groot deel van het Palearctisch gebied voor, maar niet in Midden- en Noord-Scandinavië. Men onderscheidt twee ondersoorten
- Pararge aegeria aegeria, met oranje vlekken, voorkomend in Zuid-Europa, Noord-Afrika en Libanon,
- Pararge aegeria tircis, met flets-gele vlekken.

De vlinder geeft de voorkeur aan gemengde bossen en naaldbossen als leefgebied. Het bont zandoogje kwam vroeger alleen in bossen voor, maar is nu ook in tuinen en wegbermen te vinden.

## Ontwikkeling
Het vrouwtje legt haar eitjes op half in de schaduw staand gras. De rups leeft van grassoorten als roodzwenkgras, kortsteel, straatgras, veldbeemdgras, kropaar, pijpenstrootje en gestreepte witbol. De vlinder leeft ongeveer drie weken. Er zijn twee tot drie generaties per jaar. Het bont zandoogje overwintert als rups of als pop. De vrij slanke, lichtgroene rups wordt tot 27 mm lang en heeft een vrij korte beharing. De rups heeft een groene kop en donkere lichtomrande rugstrepen. Het uitsteeksel op het eind van het achterlijf is typisch voor zandoogjes.
De vliegtijd is afhankelijk van de plaats van februari tot in oktober. De vlinders vliegen in twee tot drie generaties per jaar. De mannetjes zijn vrij fel tegenover soortgenoten en jagen andere mannetjes van dezelfde soort weg.

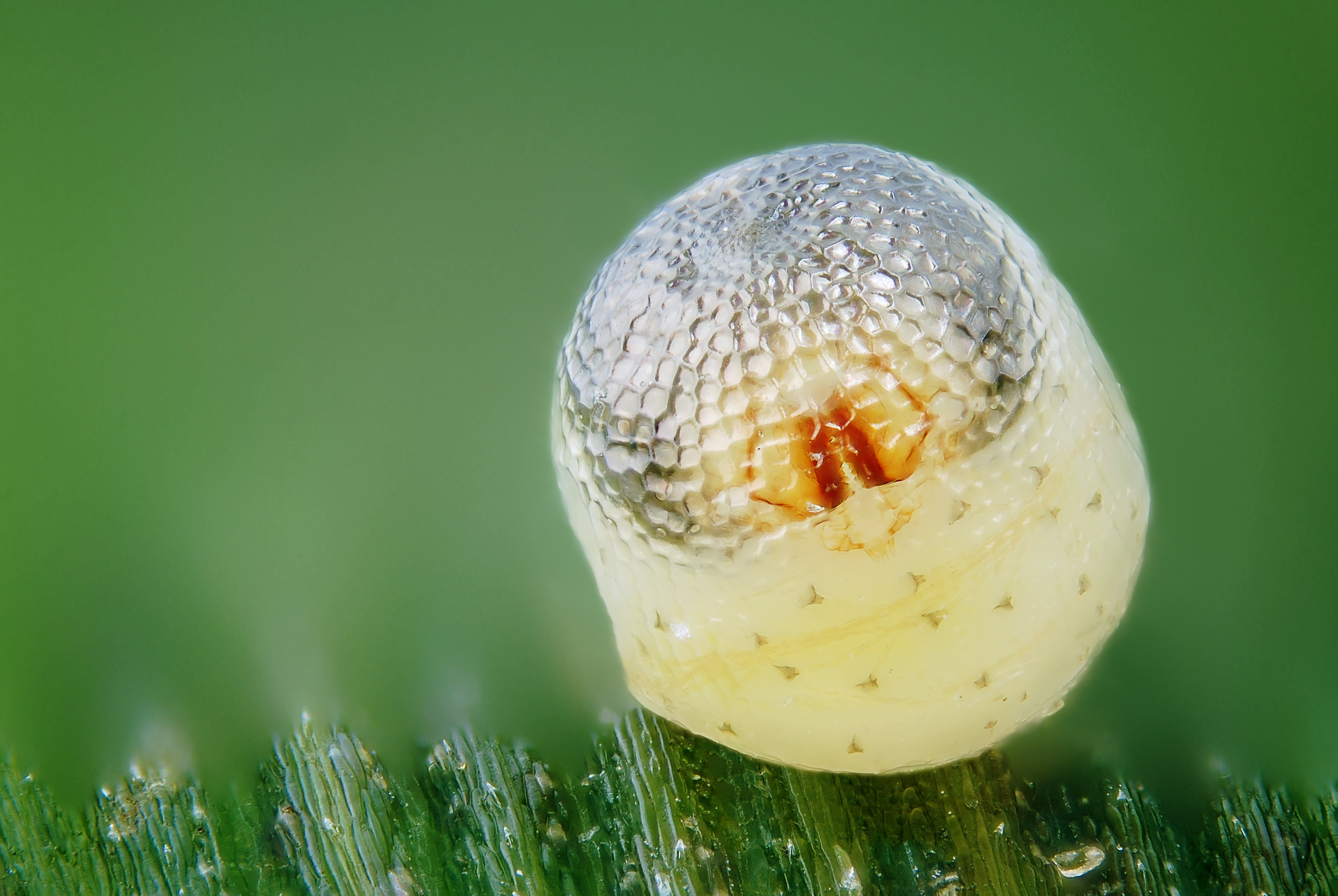
Ei waarin embryo van rups zichtbaar is
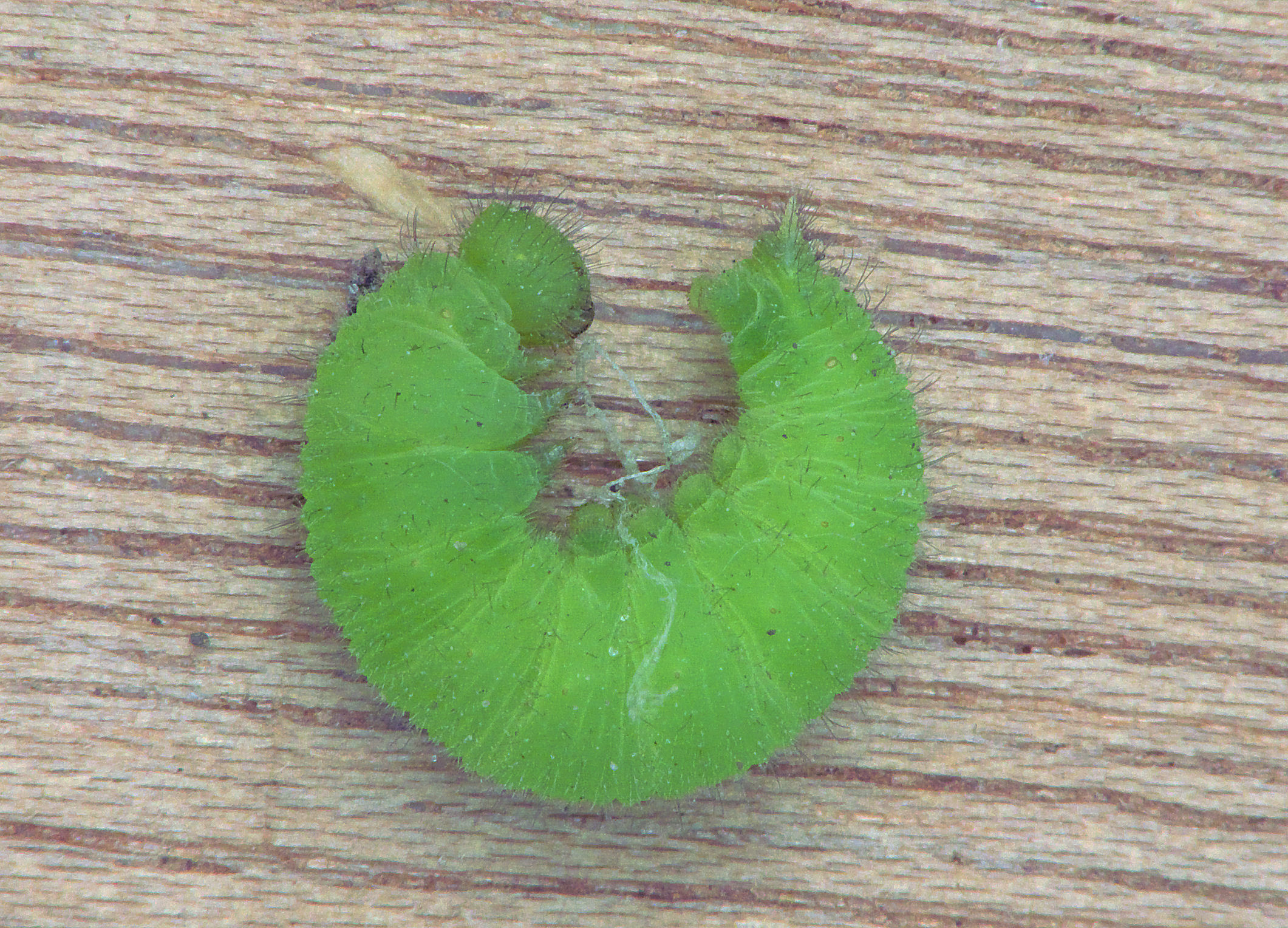
Rups
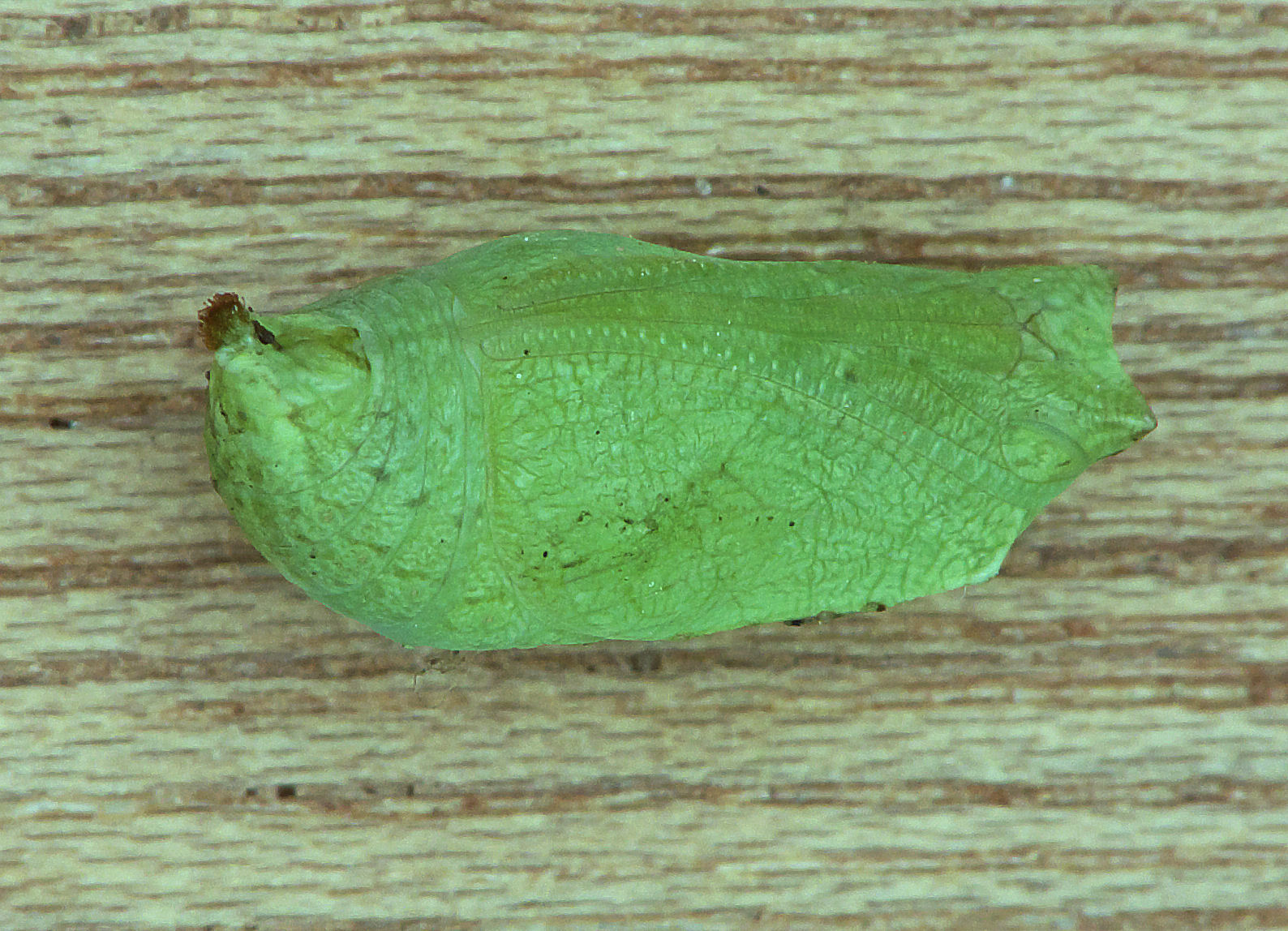
Pop
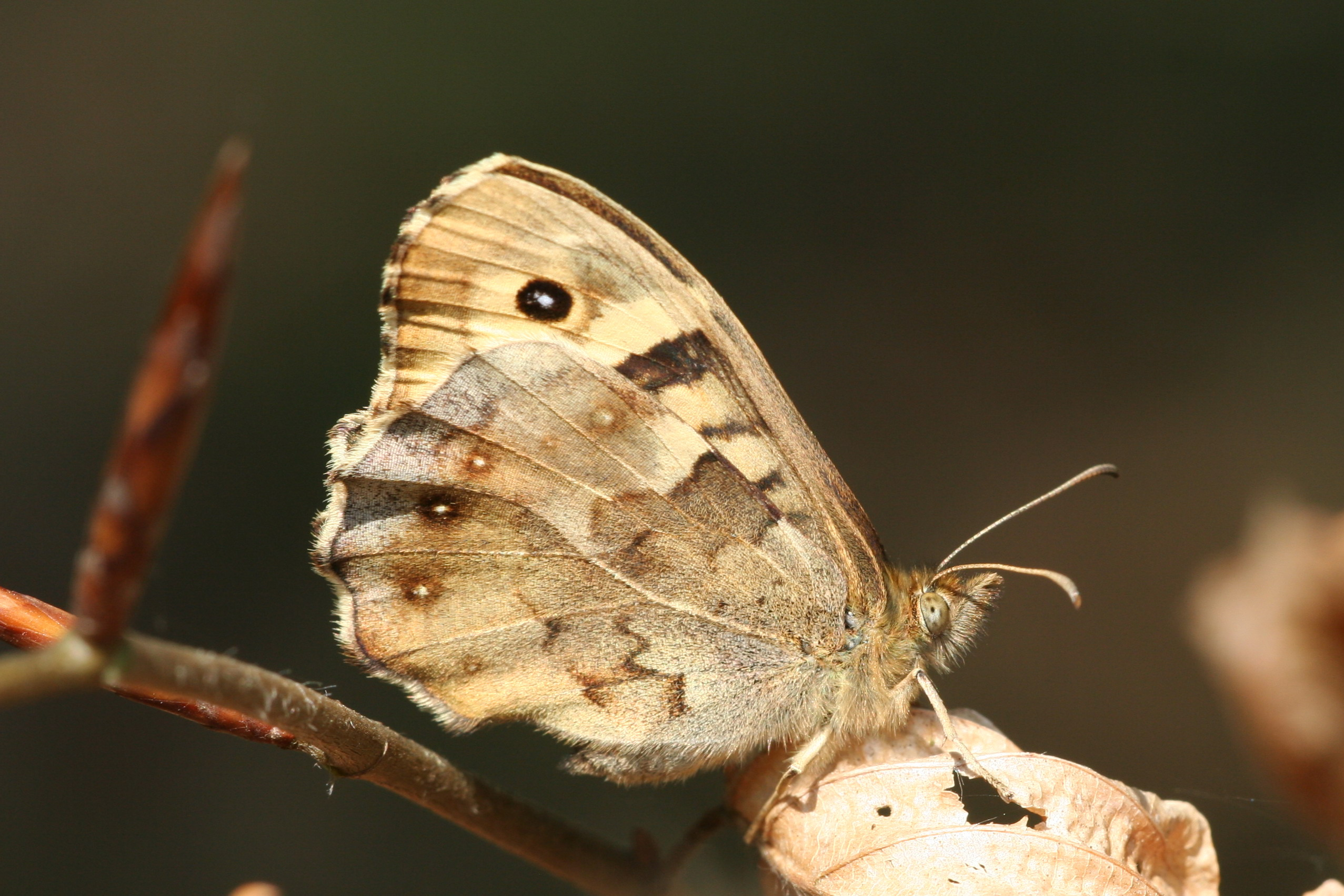
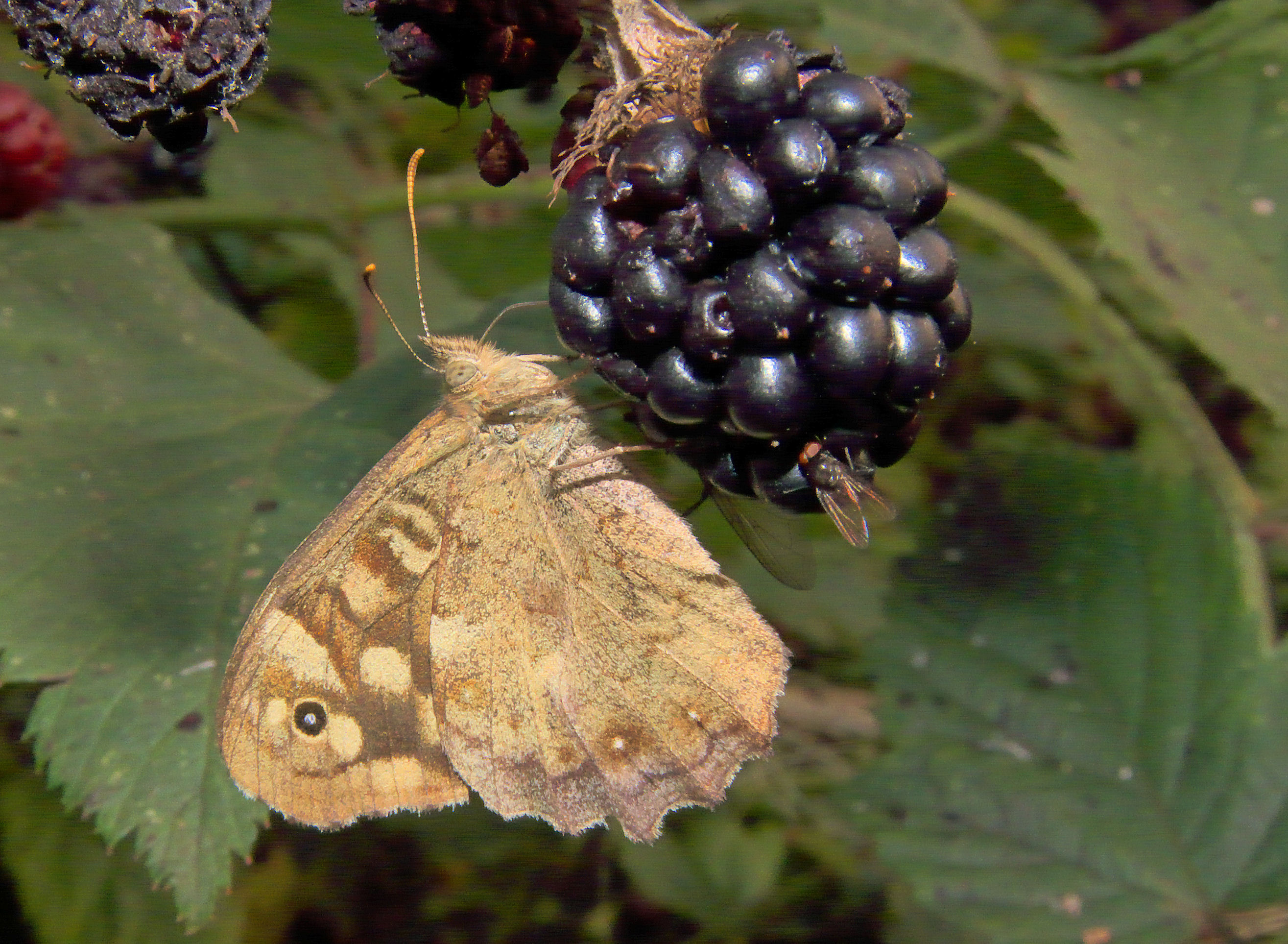
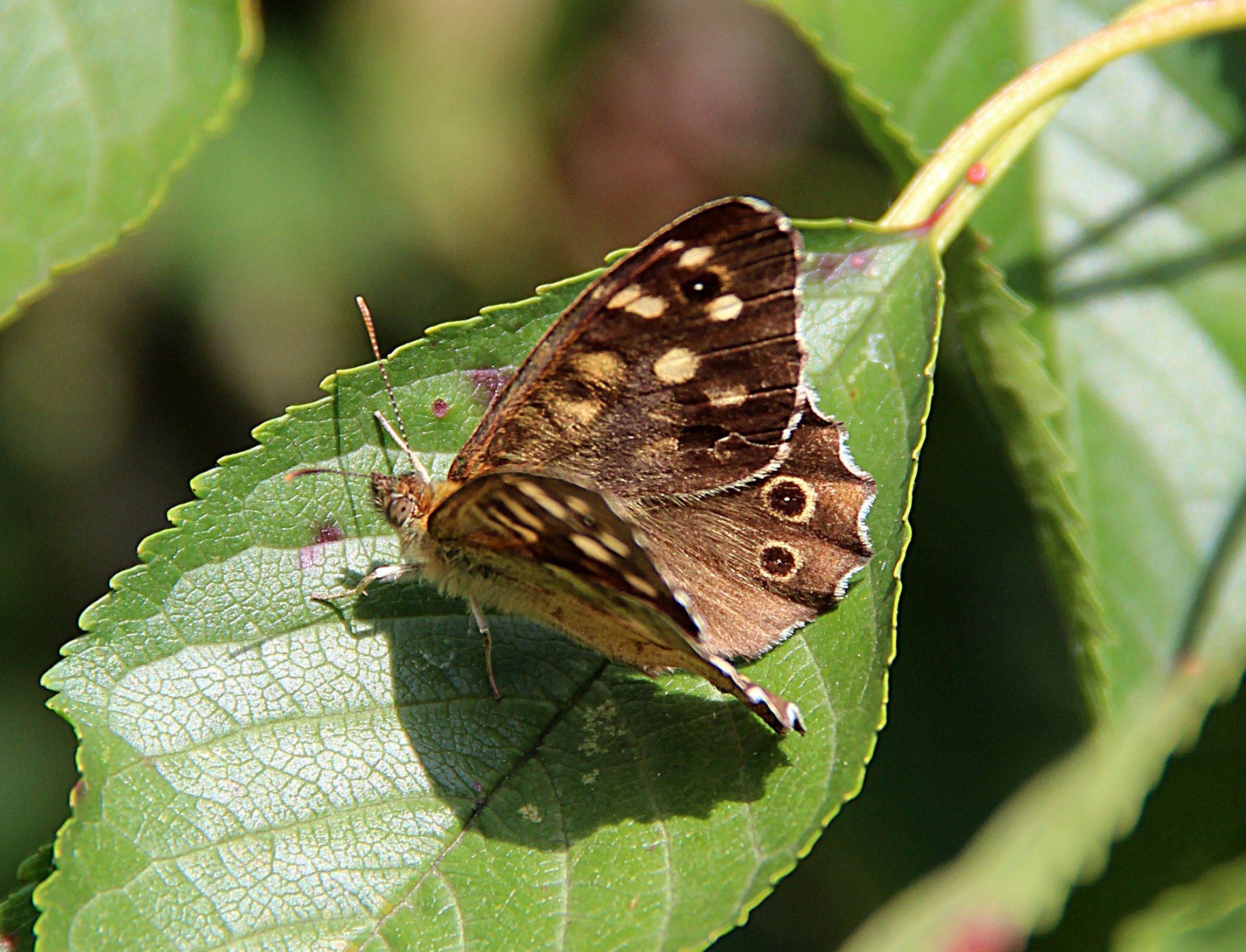
Bovenste en onderste vleugel